# 刘毅 (羽毛球运动员)
劉毅（2003年7月7日—），男，中国羽毛球运动员。就读于安徽师范大学。

## 簡歷
2022年11月，劉毅出戰越南羽球國際系列賽，與陳柏陽合作拿得男子雙打比賽冠軍。同月，兩人再次合作，出戰馬來西亞羽毛球國際系列賽，拿得男子雙打比賽冠軍。
2023年4月，兩人搭檔出戰奧爾良羽毛球大師賽，從資格賽一路晉級決賽，並在決賽中直落兩局，以21:19、21:17擊敗曾贏得2022年全英羽毛球公開賽冠軍的印尼組合穆罕默德·肖希布·菲克里/巴加斯·毛拉納，贏得首座超級300賽男雙冠軍。

## 主要比賽成績
只列出曾進入準決賽的國際賽事成績：
| 年份   | 賽事                     | 公開賽級別 | 項目     | 搭檔   | 成績   |
| ------ | ------------------------ | ---------- | -------- | ------ | ------ |
| 2022年 | 越南羽球國際系列賽       | 國際系列賽 | 男子雙打 | 陳柏陽 | 冠軍   |
| 2022年 | 馬來西亞羽毛球國際系列賽 | 國際系列賽 | 男子雙打 | 陳柏陽 | 冠軍   |
| 2023年 | 中國瑞昌羽毛球大師賽     | 超級100賽  | 男子雙打 | 陳柏陽 | 冠軍   |
| 2023年 | 奧爾良羽毛球大師賽       | 超級300賽  | 男子雙打 | 陳柏陽 | 冠軍   |
| 2023年 | 美國羽毛球公開賽         | 超級300賽  | 男子雙打 | 陳柏陽 | 準決賽 |
| 2023年 | 中國羽毛球大師賽         | 超級750賽  | 男子雙打 | 陳柏陽 | 準決賽 |
| 2024年 | 亞洲羽毛球團體錦標賽     | 其他       | 男子團體 | －     | 冠軍   |
| 2024年 | 泰國羽毛球公開賽         | 超級500賽  | 男子雙打 | 陳柏陽 | 亞軍   |
| 2024年 | 澳門羽毛球公開賽         | 超級300賽  | 男子雙打 | 陈旭君 | 冠軍   |
| 2024年 | 丹麥羽毛球公開賽         | 超級750賽  | 男子雙打 | 陳柏陽 | 準決賽 |
| 2025年 | 馬來西亞羽毛球公開賽     | 超級1000賽 | 男子雙打 | 陳柏陽 | 亞軍   |
| 2025年 | 亞洲羽毛球錦標賽         | 其他       | 男子雙打 | 陳柏陽 | 亞軍   |
| 2025年 | 蘇迪曼盃                 | 其他       | 混合團體 | －     | 冠軍   |

| 2018-2026年 | 總決賽 | 超級1000賽 | 超級750賽 | 超級500賽 | 超級300賽 | 超級100賽 | 國際挑戰賽 | 國際系列賽 | 未來系列賽 | 其他 |

### 世界冠軍頭銜
劉毅在羽毛球生涯中共奪得1項羽毛球世界冠軍頭銜。
| 賽事     | 奪冠次數 | 年份               |
| -------- | -------- | ------------------ |
| 蘇迪曼盃 | 1        | 2025年（混合團體） |
| 總計     | 1        |                    |